# Saduceus
Els saduceus són els membres d'una de les quatre grans comunitats jueves de l'antiga Judea, junt amb els fariseus, els essenis i els zelotes.
Com els altres, els saduceus apareixen al segle ii aC. Ocupaven un lloc preponderant en el clergat secular i la classe política de l'època. Una part d'ells va participar en l'administració de la Judea romana.
Per la seva doctrina molt conservadora són molt criticats al Nou Testament. Les morts de Jesús de Natzaret i de Sant Jaume són imputades a membres d'aquest grup social pels Evangelis.